# パーソンズ・グリーン駅
パーソンズ・グリーン駅（パーソンズ・グリーンえき、英語: Parsons Green station）はロンドン地下鉄ディストリクト線ウィンブルドン支線の駅である。トラベルカード・ゾーン2に位置する。
この駅はパーソンズ・グリーンにあり、パーソンズ・グリーン公園から北側に少し離れた場所、フラム・ロード（国道A304号線）とニュー・キングズ・ロード（国道A308号線)の中間にある。
以前この駅には、アールズ・コート駅にその機能を移すまでの間、運転士の詰所があった。

## 駅構造
相対式ホーム2面2線の高架駅。南行きのホーム（2番線）の外側には留置線があり、島式ホームの様になっている。駅にはこれを含め7本の留置線がある。

### 留置線
駅の周りに合計7本の留置線があり、ディストリクト線を走るDストックとSストックの双方を用いた列車がこの駅止まり・入庫となることがある。
- 駅の東側に2本
  - 1本がフラム・ブロードウェイ方面の線路にあり同方面からのみ出入庫が可能。2編成のDストック・Sストックを留置できる。
  - もう1本はパーソンズ・グリーン方面の路線にありこちらも同方面からのみ出入庫が可能。1編成のDストック・Sストックを留置できる。
- 駅の西側に5本
  - 2本がフラム・ブロードウェイ方面のプラットホームにありパットニー・ブリッジ方面の路線から出入庫が可能。1編成のDストック・Sストックを留置できる。
  - 2本がパットニー・ブリッジ方面の路線にあり、同方面のプラットホームからも出入庫が可能。
  - もう1本はパットニー・ブリッジ方面のプラットホームに隣接していて、1編成のCストックのみ収容できる。

## 歴史
この駅は1880年3月1日に、メトロポリタン・ディストリクト鉄道（MDR、現在のディストリクト線）が路線をウェスト・ブロンプトン駅からパットニー・ブリッジ駅まで延伸した際に開業した。
2017年9月15日には、当駅で停車していたディストリクト線の車内で爆発が置き、多数の負傷者を出す事件が起こっている。

## 隣の駅
ロンドン交通局
ロンドン地下鉄
■ディストリクト線
ウィンブルドン支線
パットニー・ブリッジ駅 - パーソンズ・グリーン駅 - フラム・ブロードウェイ駅